# タランドゥスオオツヤクワガタ
タランドゥスオオツヤクワガタ（Mesotopus tarandus）は、昆虫綱甲虫目クワガタムシ科オオツヤクワガタ属に分類されるクワガタムシ。本種のみでオオツヤクワガタ属を形成する（単型属）。和名および種小名の「タランドゥス」はとなかい座を意味する。

## 分布
アフリカ大陸西部、コンゴ

## 形態
体長はオスで46-92mmとなり、メスで36-56mmとなるアフリカ最大のクワガタムシ。
横幅があり、重量感がある。大アゴもくの字型に湾曲し、がっちりとしていて、その挟む力も大型のヒラタクワガタ以上の力を持つと言われる。「漆を塗ったよう」と形容される強い艶が特徴で、腹側やメスにも見られる。その名前と体色から、東南アジアに生息するツヤクワガタ属の一種とも間違われる事もあるが、ツヤクワガタ類とは異なる種類となる。
オスは大顎の間の頭循部分が二叉に太く盛り上がっており、他のクワガタムシ（一部ミヤマクワガタ属（ヘルマンミヤマクワガタ等）や、ルニフェルホソアカクワガタ。）が、そうした頭循が下向きになるのに対し、本種は上向きになっていて、これが和名の由来（クロツヤオオツノクワガタ（黒艶大角鍬形虫））ともなっている。
前脚から後ろ脚にかけて全てに2-4本の鋭い棘が生えており、こうした全ての脚に棘を持つ脚部形状は、ミヤマクワガタやチリクワガタ等とも共通している。

## 生態
アフリカ中央部の熱帯雨林に生息し、ムチ等の樹液を吸う。同種間だけでは無く、他のクワガタムシや、ケンタウルスオオカブトとも闘争を行うが、アフリカ最大種という事もあって、体躯や力で劣る他のクワガタムシを圧倒するケースが殆どである。
怒ると頭部を振動させ、頭部と胸部の間で音を発することが知られている。ヒラタクワガタやフタマタクワガタのような好戦的な種類ではないが、決して大人しい性格という訳では無く、いざ戦いとなると、強力な大顎を振りかざしたり、挟み込んだりして激しく闘争し、一歩も退かない面も見せる。

## 分類
オオツヤクワガタ属の構成種レギウスオオツヤクワガタ（M. regius）は、本種のシノニムあるいは亜種として1属1種と扱うことが多い。
タランドゥスよりも若干小さくて細く、大顎の湾曲がタランドゥスよりもやや緩く、大顎が緩やかに前方に長く伸びるように見えて、タランドゥスほど頭部がごつごつしていないスッキリしたような形態となり、頭循の発達もタランドゥスほどではない。

## 飼育方法
現在では飼育は用品に気を遣えば比較的容易である。
成虫飼育はともかく、幼虫の飼育繁殖は長い間難しい種とされてきたが、オウゴンオニクワガタ類と同様に近年、カワラ材または霊芝材及びカワラタケの菌床に産卵し、幼虫はカワラタケの菌糸ビンで簡単に発育することが判明した。
幼虫も成長してからは丈夫であるが、カワラ菌床の劣化が早いことには注意しなければならない。水分は少なめで20数度が適温と言われている。